# Тейт'єнгорн
Тейт'єнгорн (нід. Tuitjenhorn) — село в нідерландській провінції Північна Голландія. Входить до муніципалітету Схаген.
Його площа становить 3,20 км², а населення станом на 2021 рік складало 3 460 осіб.

## Галерея

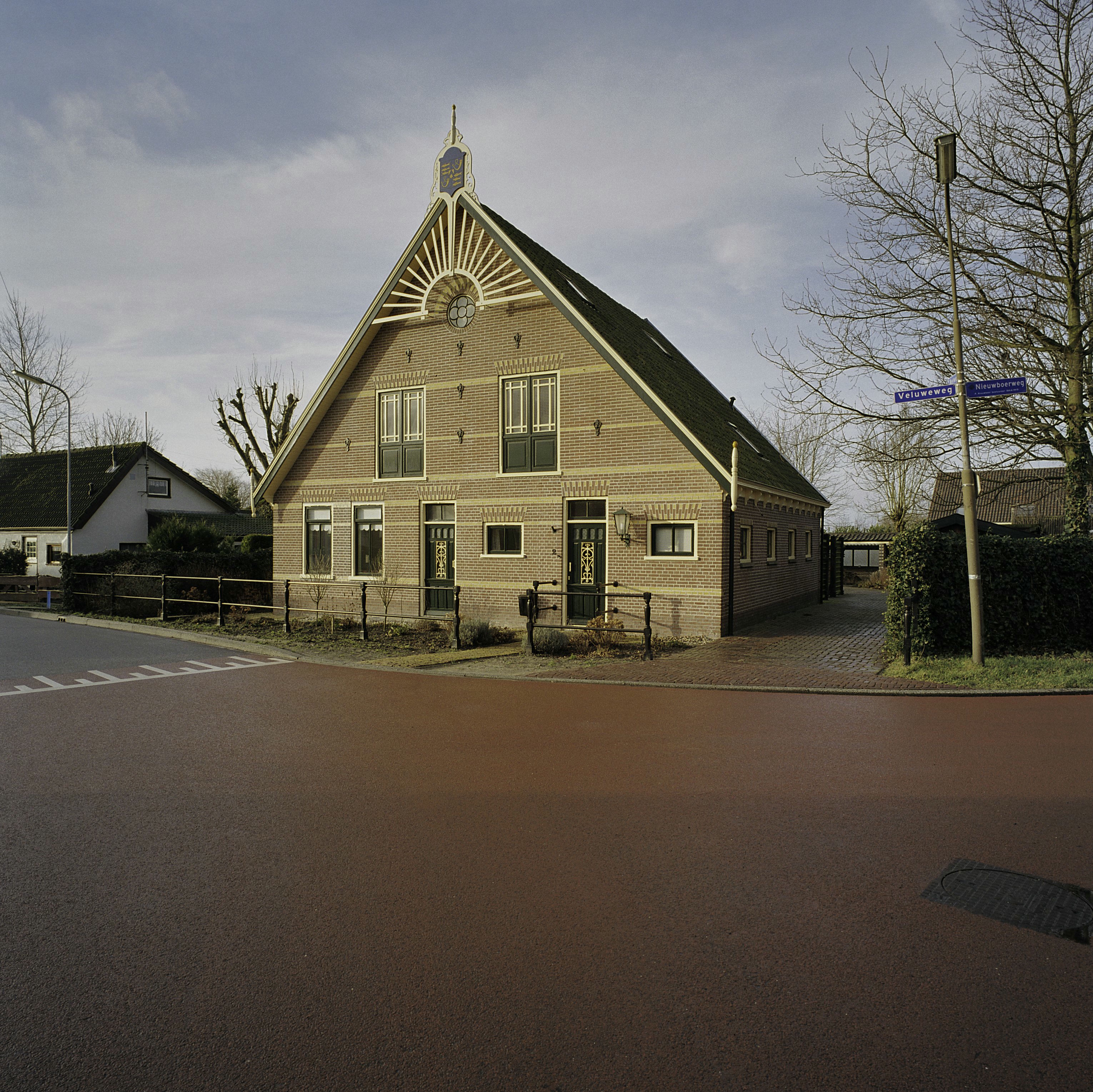
Ферма у селі
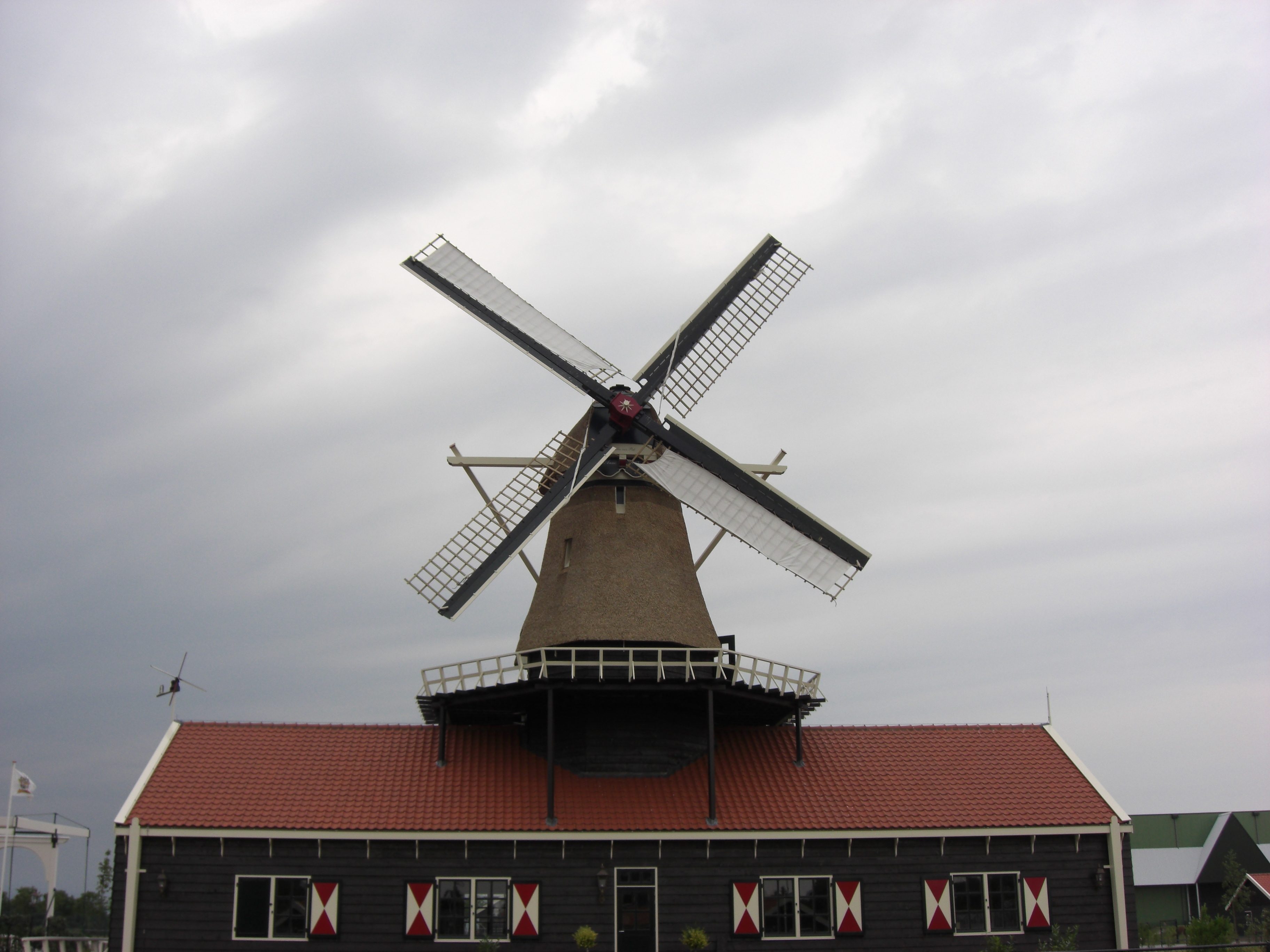
Вітряк